# Caranx sexfasciatus
 Caranx sexfasciatus és un peix teleosti de la família dels caràngids i de l'ordre dels perciformes.

## Morfologia
Pot arribar als 120 cm de llargària total i als 18 kg de pes.

## Distribució geogràfica
Es troba a les costes dels oceans Índic i Pacífic: des del Mar Roig i l'Àfrica oriental fins a Hawaii, sud del Japó, Austràlia i Nova Caledònia. També des del sud-oest de la Baixa Califòrnia i el Golf de Mèxic fins a l'Equador, incloent-hi les Illes Galápagos.